# Saivorova
Saivorova, tidigare Keloka, är en ort i Gällivare kommun, Norrbottens län. Byns grundare ska ha varit Mickel Ersson av Stålnackesläkten som slog sig ned i området på 1790-talet. Däremot erhöll först 1832 hans svärson och systerson Johan Olsson anläggningstillstånd för orten och vid folkräkningen 1890 hade byn sex invånare. I augusti 2016 fanns det enligt Ratsit åtta personer över 16 år registrerade med Saivorova som adress.
En saivo är inom de tornedalska och samiska kulturerna en särskild sorts helig sjö, och området ska ha varit en helig plats i äldre tider. Man känner till två offerplatser strax söder om byn vid namn Haltenjalka och Haltiosaari. Offerstenen på Haltiosaari sägs heta Tjuohkarakerke.